# 22-й горный армейский корпус (вермахт)
22-й горный армейский корпус (нем. XXII. Gebirgskorps) — создан 12 августа 1943 года.

## Боевой путь корпуса
Сформирован на территории Греции, осенью 1944 года отведён в Венгрию, в апреле 1945 года отступил в Австрию.

## Состав корпуса
В декабре 1943:
- 104-я лёгкая пехотная дивизия

В марте 1945:
- 1-я народно-горная дивизия
- 118-я лёгкая пехотная дивизия

## Командующие корпусом
- с 25 августа 1943 — генерал горных войск Хуберт Ланц